# Europaschutzgebiet Wiegensee

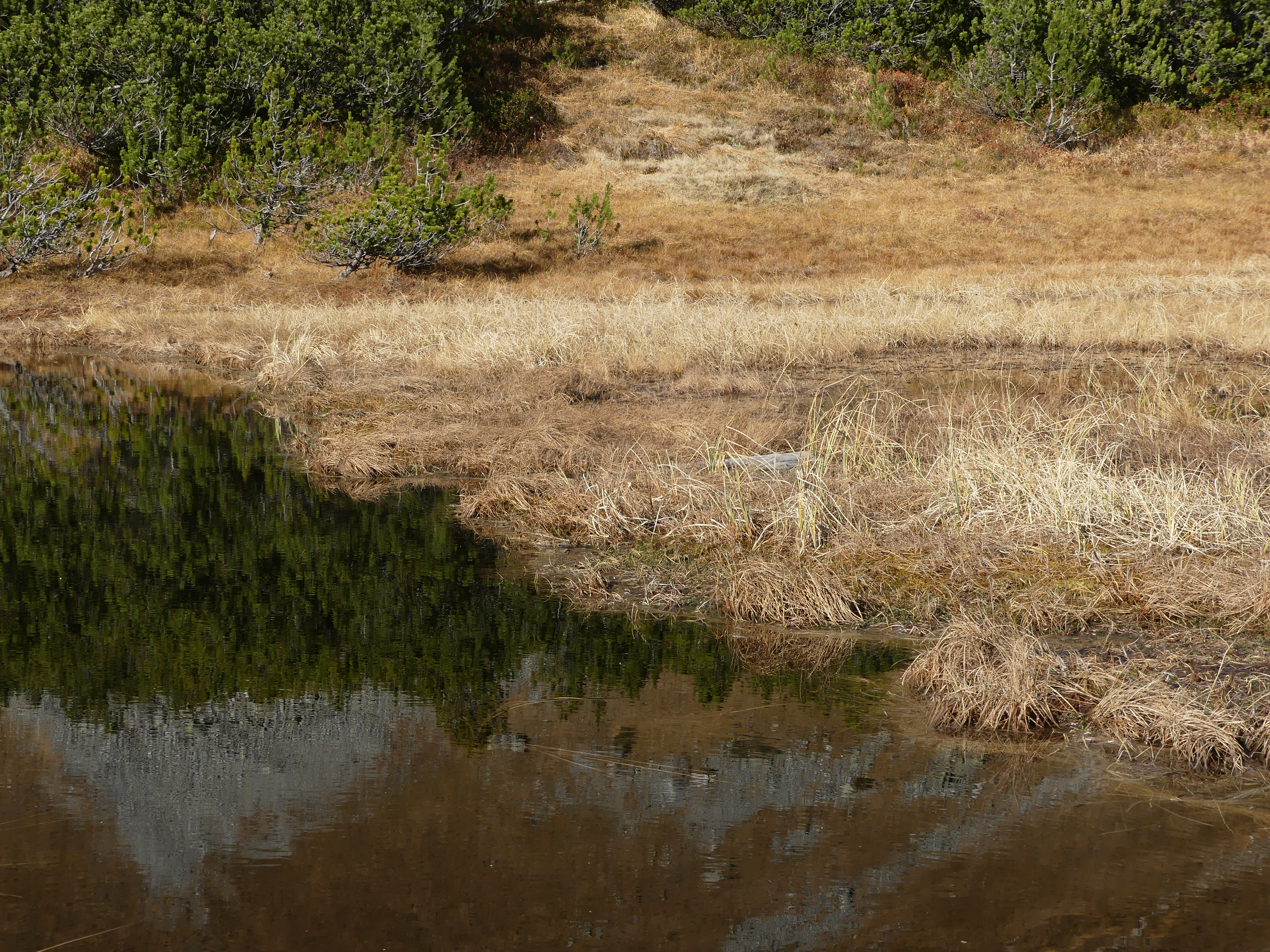
Schwingrasen im Wiegensee

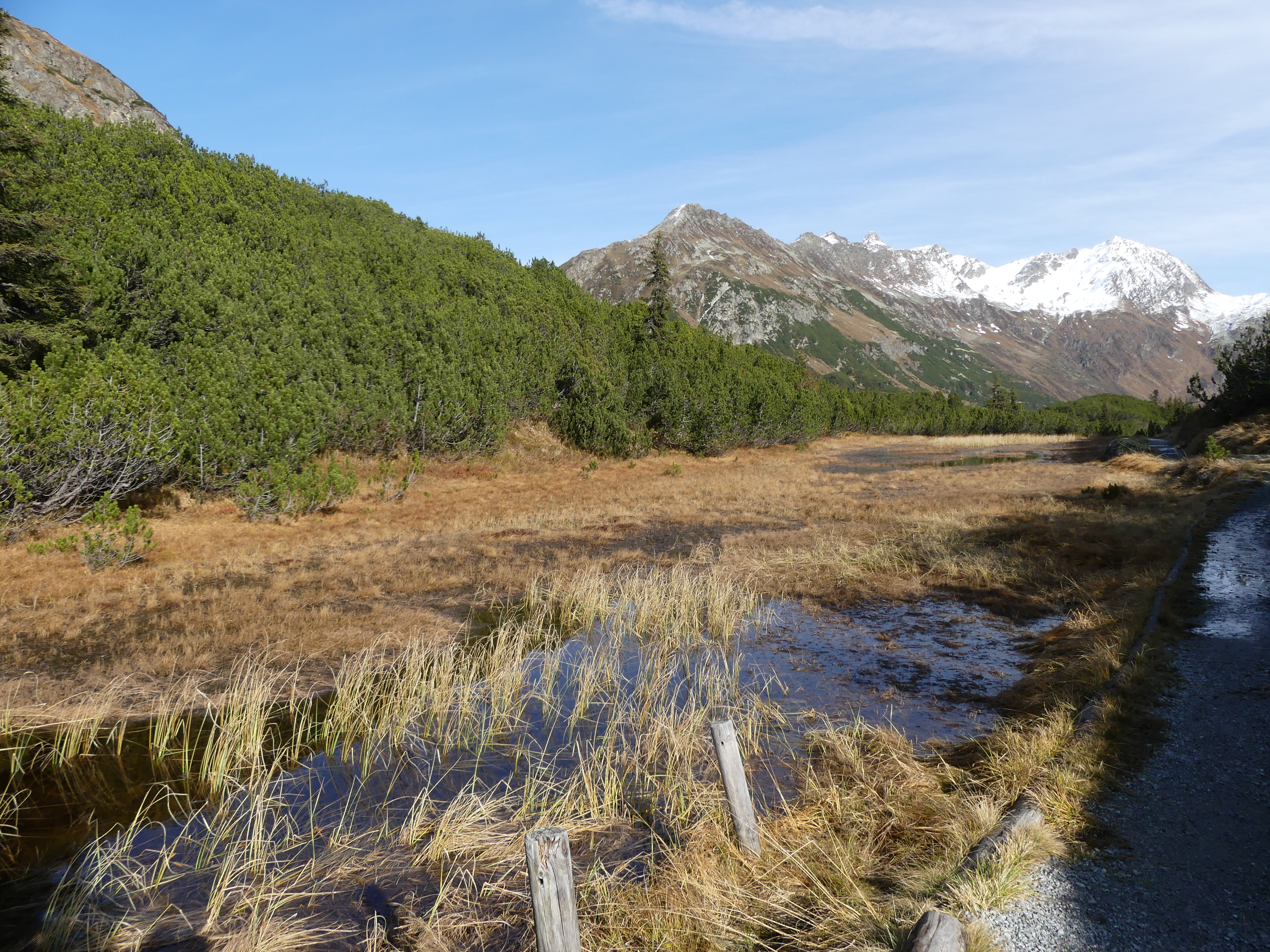
Wiegensee

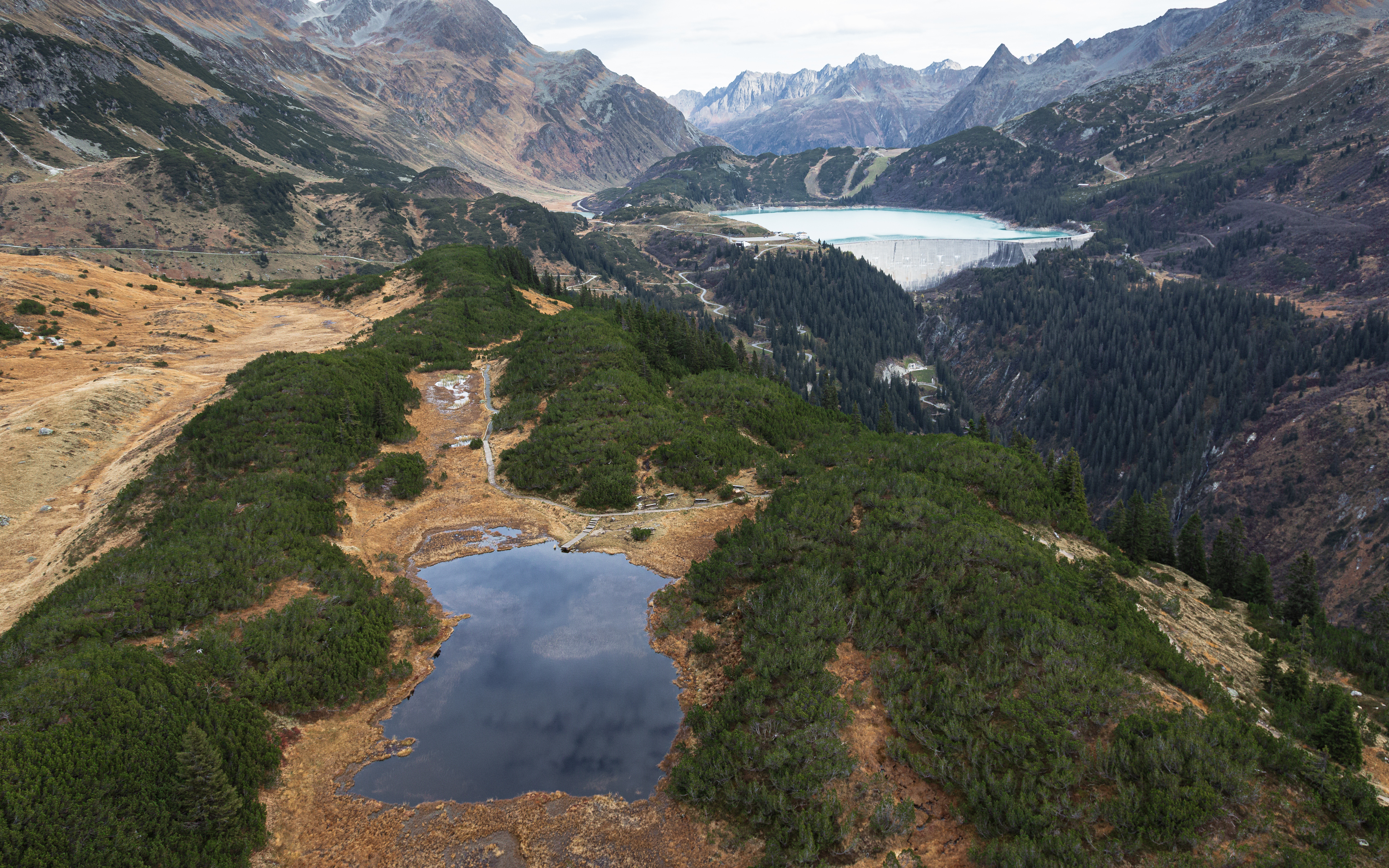
Luftaufnahme Wiegensee und Kopssee

Das Europaschutzgebiet Wiegensee ist ein Natura-2000-Gebiet, ein Fauna-Flora-Habitat-Gebiet nach Richtlinie 92/43/EWG im österreichischen Bundesland Vorarlberg.
Rechtsgrundlage ist die Verordnung über die Europaschutzgebiete (Natura-2000-Gebiete) „Verwall“ und „Wiegensee“. Das Europaschutzgebiet Verwall inkludiert das Europaschutzgebiet Wiegensee.

## Beschreibung
Das Gebiet ist morphologisch eine längliche Mulde oder Rinne. Durch die Neigung der Rinne, in der der Wiegensee liegt, werden die talseitigen Schwingrasen wulstartig talwärts geschoben. Dadurch hat sich ein natürlicher Wall gebildet, der einen Teil des Wassers aufstaut. Der Wiegensee ist daher ein natürlicher Stausee.
Schwingrasen ist eine Pflanzendecke, die vom Ufer über die offene Seefläche wächst und auf den ersten Blick nicht vom Ufer zu unterscheiden ist. Bei Belastung gibt die Pflanzendecke nach und beginnt zu schwingen. Eine Beschädigung dieser sehr fragilen Pflanzendecke würde den See und die wertvollen Biotope rundum zerstören. Daher ist ein Betreten streng verboten. Nur der errichtete Steg darf betreten werden.
Ein weiterer alter See dieser Art liegt ca. 200 m östlich des Wiegensees und ist bereits von Schwingrasen vollständig bedeckt.

## Lage

### Gebirge
Der Wiegensee liegt auf 1925 m Höhe im Valschavielkamm des Verwalls. Das Schutzgebiet Wiegensee ist aber weit größer als der Wiegensee selbst, es umfasst die gesamte Talmulde. Einen oberirdischen Abfluss gibt es nicht. 

### Politische Lage
Das Schutzgebiet liegt in der Gemeinde Gaschurn, Bezirk Bludenz, nördlich oberhalb der Ortschaft Partenen.

## Entstehung
Gletscher haben hier in der letzten Eiszeit eine Mulde auf 2000 Meter Höhe geformt, daher der Name Wiege. Durch die hohen Niederschläge und das wasserundurchlässige Gestein ist ein einzigartiger Moorkomplex entstanden. 
Bereits 1995 wurde das Gebiet als FFH-Gebiet ausgewiesen.
Im Jahr 2021 wurde der See im Rahmen der ORF-Sendung 9 Plätze – 9 Schätze zum schönsten Platz Österreichs gewählt. Der anschließende Besucheransturm war für das Schutzgebiet eher ungünstig.

## Schutzgüter
Die ausgewiesenen Schutzgüter sind:
- Dystrophe Seen und Teiche
- Alpine und boreale Heiden
- Boreo-alpines Grasland auf Silikatsubstraten
- Lebende Hochmoore
- Flächenmoore
- Übergangs- und Schwingrasenmoore
- Torfmoor-Schlenken
- Silikatfelsen mit Felsspaltenvegetation
- Moorwälder
- Montane bis alpine bodensaure Fichtenwälder (Vaccinio-Piceetea)[4]

## Vorkommende Wildtiere
Hier leben unter anderem folgende geschützte Arten:
- Alpensteinbock (Capra ibex)
- Gämse (Rupicapra rupicapra)
- Birkhuhn (Tetrao tetrix tetrix)
- Steinhuhn (Alectoris graeca saxatilis)
- Steinadler (Aquila chrysaetos)
- Kreuzotter (Vipera berus)
- Alpensalamander (Salamandra atra)
- Alpen-Mosaikjungfer (Aeshna caerulea)
- Flockenblumen-Scheckenfalter (Melitaea phoebe)
- Hochmoor-Perlmuttfalter (Boloria aquilonaris)

## Ge- und Verbote
Es besteht ein strenges Wegegebot, da die Moore und Schwingrasen bereits durch Betreten geschädigt werden. Das ökologische Gleichgewicht des Sees ist sehr fragil. Daher ist das Baden und das Betreten der Ufer strengstens verboten.
Für Hunde gilt eine Leinenpflicht mit einer maximal drei Meter langen Leine.
Mountainbiken ist im gesamten Schutzgebiet verboten.
Die Dämmerungszeiten sind für Wildtiere sensible Tageszeiten. Daher ist Zelten, Lagern, Biwakieren und offenes Feuer im Gebiet verboten.
Drohnen, Gleitschirmflieger, Segelflieger und andere Fluggeräte werden von Wildtieren als Bedrohung wahrgenommen, sie flüchten, Greifvögel verlassen das Gelege. Daher gilt für motorisierte und unmotorisierte Flugsportgeräte und Drohnen eine Mindestflughöhe von 300 m über dem Gelände. Starten und Landen sind im Schutzgebiet verboten.